# Prunay-Cassereau
Prunay-Cassereau är en kommun i departementet Loir-et-Cher i regionen Centre-Val de Loire i de centrala delarna av Frankrike. Kommunen ligger i kantonen Saint-Amand-Longpré som tillhör arrondissementet Vendôme. År 2022 hade Prunay-Cassereau 587 invånare.

## Befolkningsutveckling
Antalet invånare i kommunen Prunay-Cassereau
| Referens: INSEE |